# Millet Partisi (1992)
Die Millet Partisi, MP, (deutsch „Volkspartei“) ist eine politische Kleinpartei in der Türkei. Aykut Edibali gründete im Jahre 1984 die Reformistische Partei der Demokratie („Islahatçı Demokrasi Partisi“). Aus dieser Partei ging 1992 die Millet Partisi hervor, die dem nationalistischen Spektrum angehört. Das Emblem der Partei zeigt einen seldschukischen Adler.
Sie sieht sich als Partei, die nationalen und traditionellen Werten verpflichtet ist und diese im rechtlichen Rahmen verteidigt. Sie hatte mangels ausreichender Wahlerfolge bis heute nie Anspruch auf staatliche Parteienfinanzierung. Die Partei finanziert sich somit lediglich aus den Beiträgen der Parteimitglieder.

## Wahlergebnisse der Millet Partisi
Anfang bis Mitte der 1990er erreichte die Partei bis zu knapp einem halben Prozentpunkt bei Kommunal- und Parlamentswahlen, seither ist ihr Stimmenanteil weiter zurückgegangen. Seit der Kommunalwahl 2014 stellt sie einen Bürgermeister in einer Gemeinde.

### Wahlen zur Großen Nationalversammlung der Türkei
| Wahljahr      | Stimmen | in Prozent | Abgeordnete |
| ------------- | ------- | ---------- | ----------- |
| 1995          | 127.630 | 0,45 %     | 0           |
| 1999          | 79.363  | 0,25 %     | 0           |
| 2002          | 68.077  | 0,22 %     | 0           |
| 2011          | 60.716  | 0,14 %     | 0           |
| Juni 2015     | 17.427  | 0,04 %     | 0           |
| November 2015 | 19.714  | 0,04 %     | 0           |

### Kommunalwahlen
| Wahljahr | Stimmen | in Prozent* | Stimmen Gouvernementsparlament | Prozent Gouvernementsparlament | Stimmen Großstadtverwaltung | Prozent Großstadtverwaltung | Stimmen Stadtverwaltung | Prozent Stadtverwaltung | Stimmen Bezirk | Prozent Bezirk |
| -------- | ------- | ----------- | ------------------------------ | ------------------------------ | --------------------------- | --------------------------- | ----------------------- | ----------------------- | -------------- | -------------- |
| 1994     | 126.118 | 0,45 %      |                                |                                |                             |                             |                         |                         |                |                |
| 1999     | 86.481  | 0,27 %      |                                |                                |                             |                             |                         |                         |                |                |
| 2004     | 8.711   | 0,02 %      |                                |                                |                             |                             |                         |                         |                |                |
| 2009     | 41.818  | 0,10 %      |                                |                                |                             |                             |                         |                         |                |                |
| 2014     | 17.692  | 0,03 %      |                                |                                |                             |                             |                         |                         |                |                |